# آرمن باباخانیان
آرمن ولادیمیری باباخانیان (ارمنی: Արմեն Վլադիմիրի Բաբախանյան؛ زادهٔ ۹ نوامبر ۱۹۶۷) نوازنده پیانو اهل ارمنستان است.

## زندگی‌نامه
وی در ۹ نوامبر ۱۹۶۷ در ایروان به دنیا آمد. همچنین برندهٔ جوایزی همچون هنرمند افتخاری جمهوری ارمنستان شده‌است.